# Juliovka

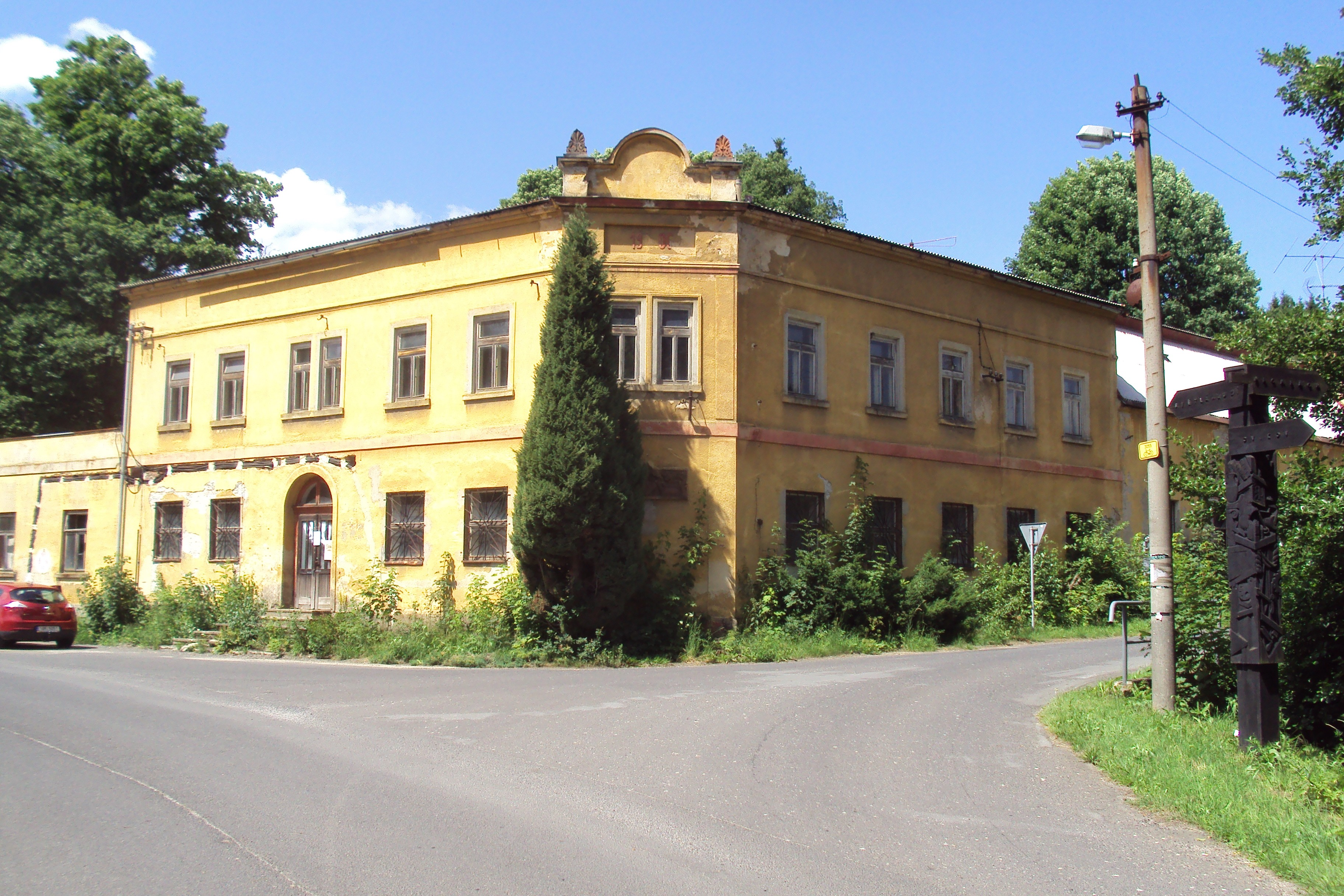
Ehemaliges Knoblochsches Gasthaus und Kino am Abzweig nach Krompach

Juliovka, bis 1946 Juliusthal, auch Juliustal ist ein Ortsteil der Gemeinde Krompach in Tschechien. Er liegt neun Kilometer nordwestlich von Jablonné v Podještědí und gehört zum Okres Česká Lípa.

## Geographie
Juliovka befindet sich an der Einmündung des Krompašský potok (Krombacher Bach) in die Svitávka (Zwittebach) im Lausitzer Gebirge. Nördlich erheben sich der Sonneberg (627 m) und der Buchberg (652 m), im Nordosten der Plešivec (Plissenberg, 653 m), östlich der Kulich (Gulichberg, 559 m), im Südosten der Soví vrch (Olbenberg, 491 m), westlich der Suchý vrch (Dürrberg, 638 m) und der Kamenný vrch (Steinberg, 586 m) sowie im Nordwesten die Lausche (Luž, 793 m). Gegen Westen liegt die Talsperre Naděje.
Nachbarorte sind Dolní Světlá im Norden, Jonsdorf und Valy im Nordosten, Krompach im Osten, Heřmanice v Podještědí und Čtyřdomí im Südosten, Mařenice im Süden, Naděje und Hamr im Südwesten sowie Horní Světlá im Nordwesten.

## Geschichte
Im Jahre 1687 ließ der Besitzer der Herrschaft Reichstadt, Julius Franz von Sachsen-Lauenburg in dem Tal die nach ihm benannte Glashütte Juliusthal errichten. Sie ersetzte die alte Krombacher Glashütte der Schürer von Waldheim, die nach dem Dreißigjährigen Krieg durch die Herzöge von Sachsen-Lauenburg in den Ruin getrieben worden war. Um die neue Glashütte bildete sich eine Siedlung, der Herzog Julius Franz das Privileg für einen Jahrmarkt erteilte. Außerdem entstanden am Krombacher Bach zwei Wassermühlen. Zu Beginn des 18. Jahrhunderts erlosch die Glashütte. Am 19. September 1779 kehrte Kaiser Joseph II. während einer Inspektionsreise im alten Gasthaus in Juliusthal ein.
Im Jahre 1832 bestand Juliusthal, das volkstümlich Justhal genannt wurde, aus 26 Häusern mit 170 deutschsprachigen Einwohnern. Im Ort gab es zwei Mahlmühlen. Pfarr- und Schulort war Groß-Mergthal. Die Haupterwerbsquelle bildete die Spinnerei und Weberei. Bis zur Mitte des 19. Jahrhunderts blieb Juliusthal der Allodialherrschaft Reichstadt untertänig.
Nach der Aufhebung der Patrimonialherrschaften bildete Juliusthal ab 1850 eine Gemeinde im Bunzlauer Kreis und Gerichtsbezirk Zwickau. Die schlechten wirtschaftlichen Verhältnisse in dem Weberdorf führten zu einer starken Abwanderung. Im Jahre 1852 wurde Juliusthal nach Krombach eingemeindet. Ab 1868 gehörte Juliusthal zum Bezirk Gabel. Die in der zweiten Hälfte des 19. Jahrhunderts einsetzende touristische Erschließung des Lausitzer Gebirges führte zu einem Aufschwung des Ortes. Zum Ende des 19. Jahrhunderts entstand am Straßenabzweig nach Krombach das Knoblochsche Gasthaus mit Tanzsaal; Anfang des 20. Jahrhunderts wurde das ortsbildprägende Eckhaus noch um einen Kinosaal erweitert. Um die Jahrhundertwende entstand in Juliusthal eine Mechanische Weberei und Garnfabrik.
Nach dem Münchner Abkommen erfolgte 1938 die Angliederung an das Deutsche Reich; bis 1945 führte der Ort den amtlichen Namen Juliustal und gehörte zum Landkreis Deutsch Gabel.
Während des Zweiten Weltkrieges wurden in der Juliustaler Weberei Aufschlagzünder für die V 1 hergestellt. Dort eingesetzte französische Kriegsgefangene setzten die Fabrik mit Unterstützung von Partisanen im Jahre 1944 in Brand und zerstörten die Produktionsanlagen. Nach dem Ende des Krieges kam Juliusthal zur Tschechoslowakei zurück und wurde 1946 in Juliovka umbenannt. In den Jahren 1946 und 1947 wurden die meisten deutschböhmischen Bewohner vertrieben. Im ehemaligen Gasthaus Knobloch wurde ein Polizeirevier eingerichtet, das Kino wurde noch einige Zeit weiter betrieben. Im Zuge der Aufhebung des Okres Německé Jablonné wurde Juliovka 1948 dem Okres Nový Bor zugeordnet, seit 1960 gehört das Dorf zum Okres Česká Lípa. In den 1950er Jahren wurden die verlassenen Häuser des Dorfes gesprengt. Nachdem 1966 die Gemeinde Světlá pod Luží aufgelöst und ihre Ortsteile der Gemeinde Krompach zugeschlagen worden waren, wurde der Sitz des Örtlichen Nationalausschusses von Krompach nach Juliovka in das zentral gelegene ehemalige Gasthaus Knobloch verlegt. Von 1981 bis 1990 war Juliovka nach Mařenice eingemeindet. Im November 2009 brach von einem Sandsteinfelsen ein 60 m³ großer Block ab und beschädigte die Hütte U Galejníka.
1991 hatte Juliovka vier Einwohner. Im Jahre 2001 bestand das Dorf aus 14 Wohnhäusern, in denen sechs Menschen lebten. Insgesamt besteht der Ort aus 18 Häusern, von denen die meisten nicht ständig bewohnt sind.

## Ortsgliederung
Der Ortsteil Juliovka ist Teil des Katastralbezirkes Krompach.